# Dancing King
"Dancing King" é uma canção gravada pelo comediante sul-coreano Yoo Jae-suk e o grupo masculino Exo. Ela foi lançada em 17 de setembro de 2016 pela S.M. Entertainment como parte do projeto SM Station e é um single de colaboração para o programa de variedades Infinite Challenge.

## Lançamento
Em 12 de setembro de 2016, foi revelado que o próximo single do projeto SM Station, intitulado "Dancing King", seria gravada por Yoo Jae-suk e EXO. Seu lançamento ocorreu em 17 de setembro, e todos os seus lucros foram doados. O single é descrito como uma música de dance com base em instrumentos de sopro.

## Performance ao vivo
Em 11 de setembro de 2016, eles performaram a canção no concerto em Banguecoque do EXO Planet #3 - The EXO'rDIUM, seis dias antes de seu lançamento oficial. A performance foi transmitida no 498º episódio do programa Infinite Challenge, também mostrando o ensaio dos artistas para a coreografia e as demais dificuldades.

## Vídeo musical
O vídeo musical foi lançado no mesmo dia da canção, apresentando clipes do ensaio geral e da performance realizada no concerto em Banguecoque, intercalado com clipes mais leves de Yoo Jae-suk e os integrantes do EXO dançando e se divertindo.

## Recepção
Após seu lançamento, "Dancing King" rapidamente alcançou a primeira posição em sete paradas musicais sul-coreanas. A canção estreou no 2º lugar na parada digital da Gaon e na 3ª posição da parada de canções digitais mundiais da Billboard. Ela também classificou-se na primeira posição na parada musical chinesa Xiami por dois dias seguidos.

## Lista de faixas
| N.º            | Título                        | Letras          | Música                                                           | Arranjo             | Duração |  |
| 1.             | "Dancing King"                | JQ Jang Yeo-jin | Peter Tambakis Sermstyle Phil Cook MZMC Otha 'Vakseen' Davis III | Sermstyle Phil Cook | 4:04    |  |
| 2.             | "Dancing King" (Instrumental) |                 | Peter Tambakis Sermstyle Phil Cook MZMC Otha 'Vakseen' Davis III | Sermstyle Phil Cook | 4:04    |  |
| Duração total: | Duração total:                | Duração total:  | Duração total:                                                   | Duração total:      | 8:08    |  |

## Desempenho nas paradas
| Parada (2016)                         | Melhor posição |
| ------------------------------------- | -------------- |
| Singles sul-coreanos (Gaon)           | 2              |
| Canções Digitais Mundiais (Billboard) | 3              |

| Parada (2016)               | Melhor posição |
| --------------------------- | -------------- |
| Singles sul-coreanos (Gaon) | 17             |

| Parada (2016)               | Melhor posição |
| --------------------------- | -------------- |
| Singles sul-coreanos (Gaon) | 90             |

## Vendas
| País | Vendas               |          |
| ---- | -------------------- | -------- |
| País | Coreia do Sul (Gaon) | 648,506+ |

## Prêmios e indicações
| Ano  | Premiação               | Categoria                | Resultado |
| ---- | ----------------------- | ------------------------ | --------- |
| 2017 | Gaon Chart Music Awards | Canção do Ano (setembro) | Indicado  |